# Associazione italiana degli esposti ad amianto
L'Associazione italiana degli esposti ad amianto (AIEA) è una associazione senza fini di lucro che si pone lo scopo di dare voce agli esposti ad amianto e di bandire definitivamente l'utilizzo e la presenza di amianto in ambito nazionale e internazionale in quanto nocivo alla salute.
È nata nel 1989 con il nome di Associazione esposti amianto (AEA) a Casale Monferrato, città dove aveva sede una importante fabbrica di eternit
e che è divenuta tristemente nota per le conseguenti morti da amianto. La sede di tale fabbrica oggi è stata trasformata in un parco.
Lo sforzo di sensibilizzare l'opinione pubblica e gli organi legislativi portò già l'anno successivo alla presentazione da parte di un gruppo di deputati di una proposta di legge poi approvata due anni dopo.
Fa parte della federazione internazionale "Global Ban Asbestos Network".
L'AIEA si è fatta fra l'altro promotrice, assieme ad altre associazioni di esposti ad amianto e di familiari delle vittime dell'amianto, unitamente a sindacati confederali e non, della Conferenza nazionale di Monfalcone tenutasi nel mese di novembre 2004.